# Hugo Breitner
Pour les articles homonymes, voir Breitner.
 (septembre 2015).
Si vous disposez d'ouvrages ou d'articles de référence ou si vous connaissez des sites web de qualité traitant du thème abordé ici, merci de compléter l'article en donnant les références utiles à sa vérifiabilité et en les liant à la section « Notes et références ».
Hugo Breitner, né le 9 novembre 1873 à Vienne (Autriche) et décédé le 5 mars 1946 à Claremont (Californie), est un social-démocrate autrichien. 

## Biographie
Banquier de profession, il rejoint le Parti social-démocrate des travailleurs en 1918 et devient rapidement membre du conseil de la ville de Vienne. Il est nommé responsable des finances par le maire Jakob Reumann en 1919 et conserve cette fonction en 1920, alors que la capitale devient un État fédéré à part entière. Durant son mandat, il développe les capacités financières de la ville en fixant de nouveaux impôts, dont l'assiette porte le plus souvent sur des signes de richesses ou des produits de luxe. Ces capacités permettent l'importante politique de création de logements municipaux. À la suite de l'avènement de la dictature en 1934, il quitte l'Autriche pour l'Italie, la France puis les États-Unis d'Amérique.